# Khen Lampert
Khen Lampert (Giv'atayim, 1957) è un filosofo israeliano che insegna Filosofia e Storia e si interessa di teorie culturali e di didattica che egli applica quotidianamente nei quartieri poveri della sua città.

## La compassione radicale
Il suo pensiero attinge a una vasta gamma di tradizioni teoriche che si estendono da Marx. a Paulo Freire, dal buddismo al Cristianesimo moderno, da Herbert Marcuse a Heinz Kohut.
Egli è un difensore radicale dell'attivismo sociale non violento, vigorosamente opposto al neoliberismo (che egli chiama anche  'neocapitalismo'), al militarismo, al fondamentalismo e agli attacchi post-moderni contro lo stato sociale, i giovani e i poveri.
Il lavoro di Lampert si concentra sulla 'Teoria della Compassione Radicale', un termine coniato nel 2003.
La teoria si ricollega per certi aspetti alla morale della compassione di Schopenhauer dove il filosofo avversario dell'idealismo, descriveva una morale originata dal "comune soffrire" (cum patior, compassione, soffrire insieme) come via provvisoria per sfuggire alla "Volontà di vivere".
Nella sua teoria della compassione radicale apparsa in Traditions of Compassion: from Religious Duty to Social-Activsm (2006) Lampert identifica la compassione come un caso speciale di empatia, diretto a considerare l'angoscia degli "altri".
La compassione radicale è un tipo specifico di compassione generale, che include l'imperativo interiore di cambiare la realtà, al fine di alleviare il dolore degli altri.
Questo stato d'animo, secondo la teoria di Lampert, è radicato nel profondo della nostra natura umana e non è mediato dalla cultura., è universale e sta alla radice delle rivendicazioni storiche di cambiamento sociale.
(Traditions of Compassion: From Religious Duty to Social Activism, p. 160)

## Opere
- Compassionate Education: Prolegomena for Radical Schooling (2003)
- Traditions of Compassion: From Religious Duty to Social Activism (2005)
- A voice Unheard: A different Insight on Children Distress (2005 in Ebraico)
- Empathic Education - A Critique of Neocapitalism (2008 in Ebraico)